# Národní

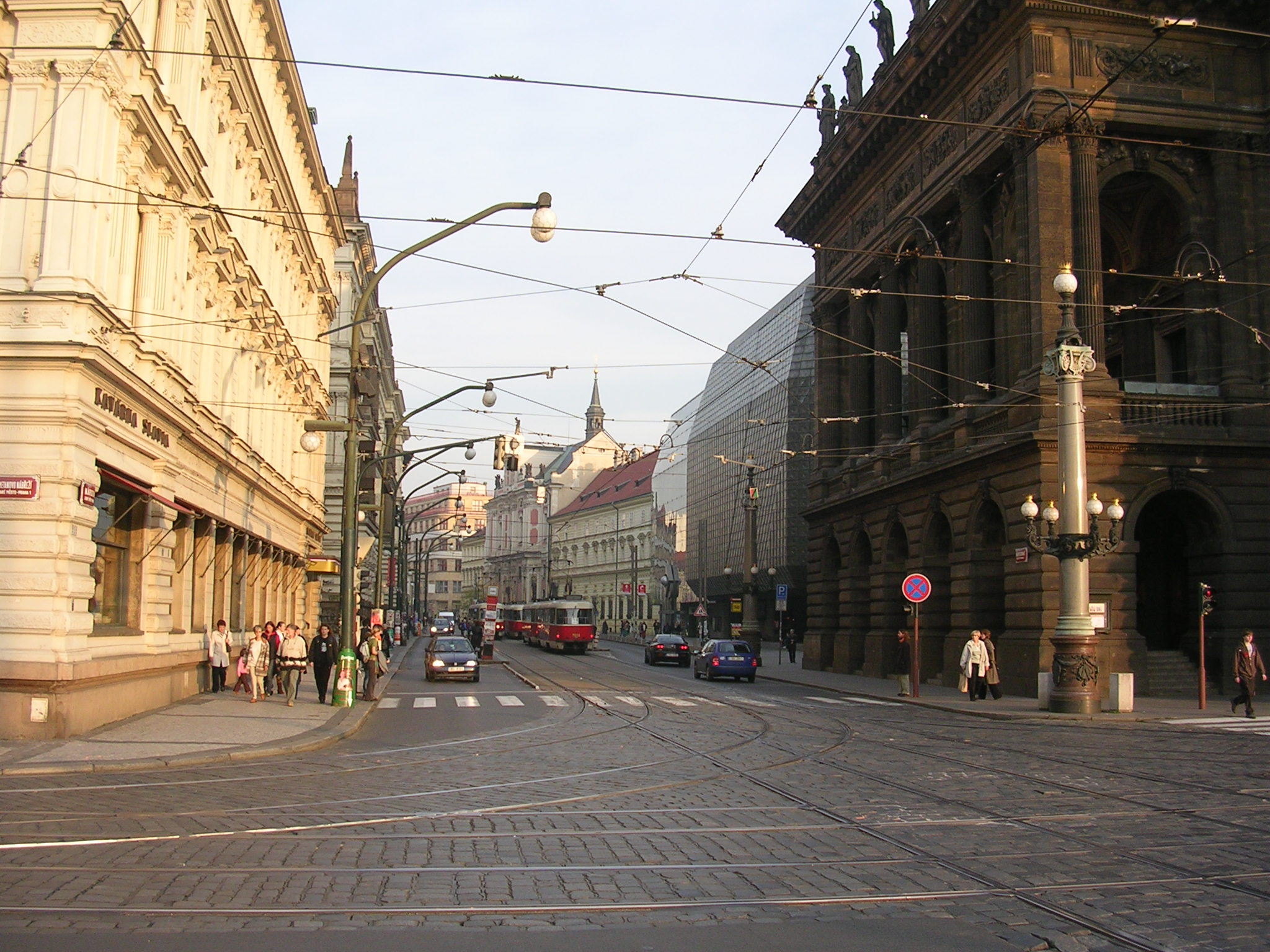
Národní vom Moldauufer

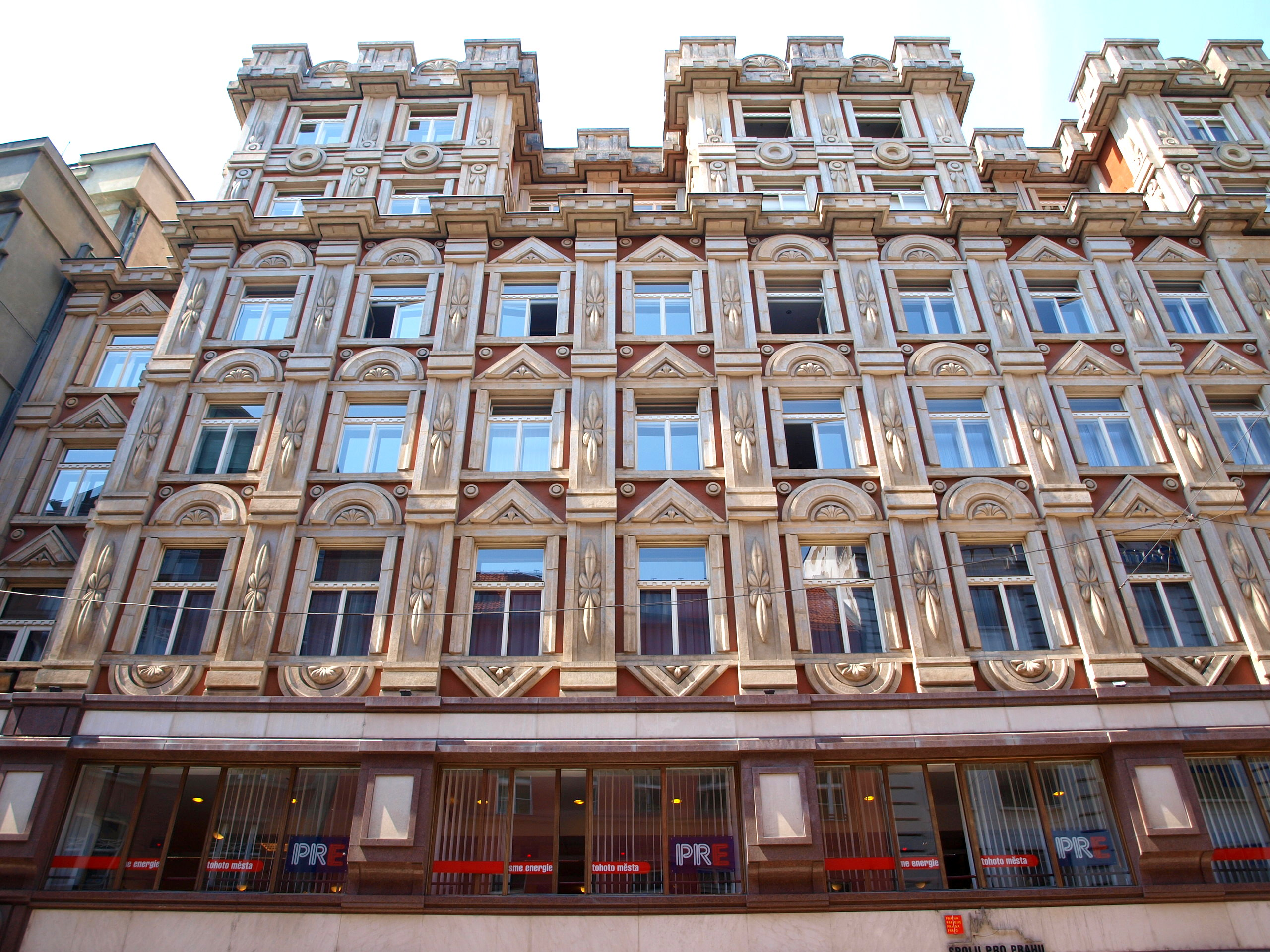
Palais Adria

Národní, auch Národní třída, (deutsch Nationalallee) ist eine Straße im Zentrum Prags. Sie verläuft auf der Grenze zwischen Altstadt und Neustadt vom Jungmannplatz bis zum Moldauufer, wo sie beim Nationaltheater an die Brücke der Legionen anschließt.

## Geschichte
Die Straße entstand, als im Jahr 1781 der nutzlos gewordene Wehrgraben zwischen Altstadt und Neustadt zugeschüttet und mit Bäumen bepflanzt wurde. Sie wurde Neue Allee (V nových alejích) genannt, in Unterscheidung zur nordwestlich anschließenden Alten Allee (Ve starých alejích), die heute Na příkopě (Graben) heißt. Im 19. Jahrhundert wurden zahlreiche Palais errichtet und die Straße entwickelte sich zum repräsentativen Boulevard. Nach der Unabhängigkeitserklärung der Tschechoslowakei erhielt die Straße den Namen Národní třída. 1985 wurde die Metrostation Národní třída eröffnet.
In der Národní třída begann die Polizei am 17. November 1989 eine Studentendemonstration zu zerschlagen. Dieses Ereignis gilt als Beginn der Samtenen Revolution. An der Stelle befindet sich eine Gedenkplakette.

## Kulturdenkmäler
Auf der Neustädter Seite (Auswahl):
- Palais Adria: errichtet 1923–1924

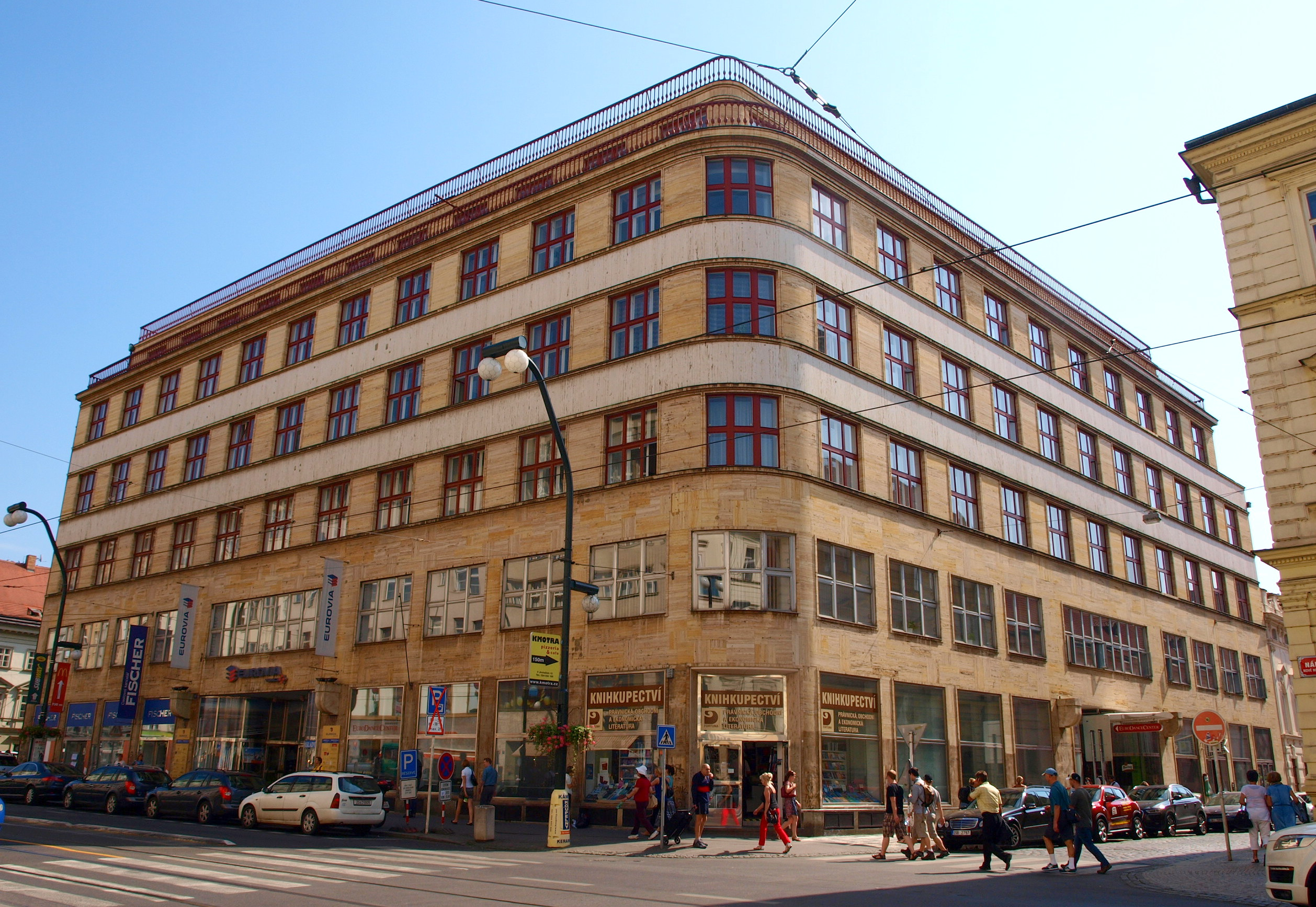
Palais Dunaj

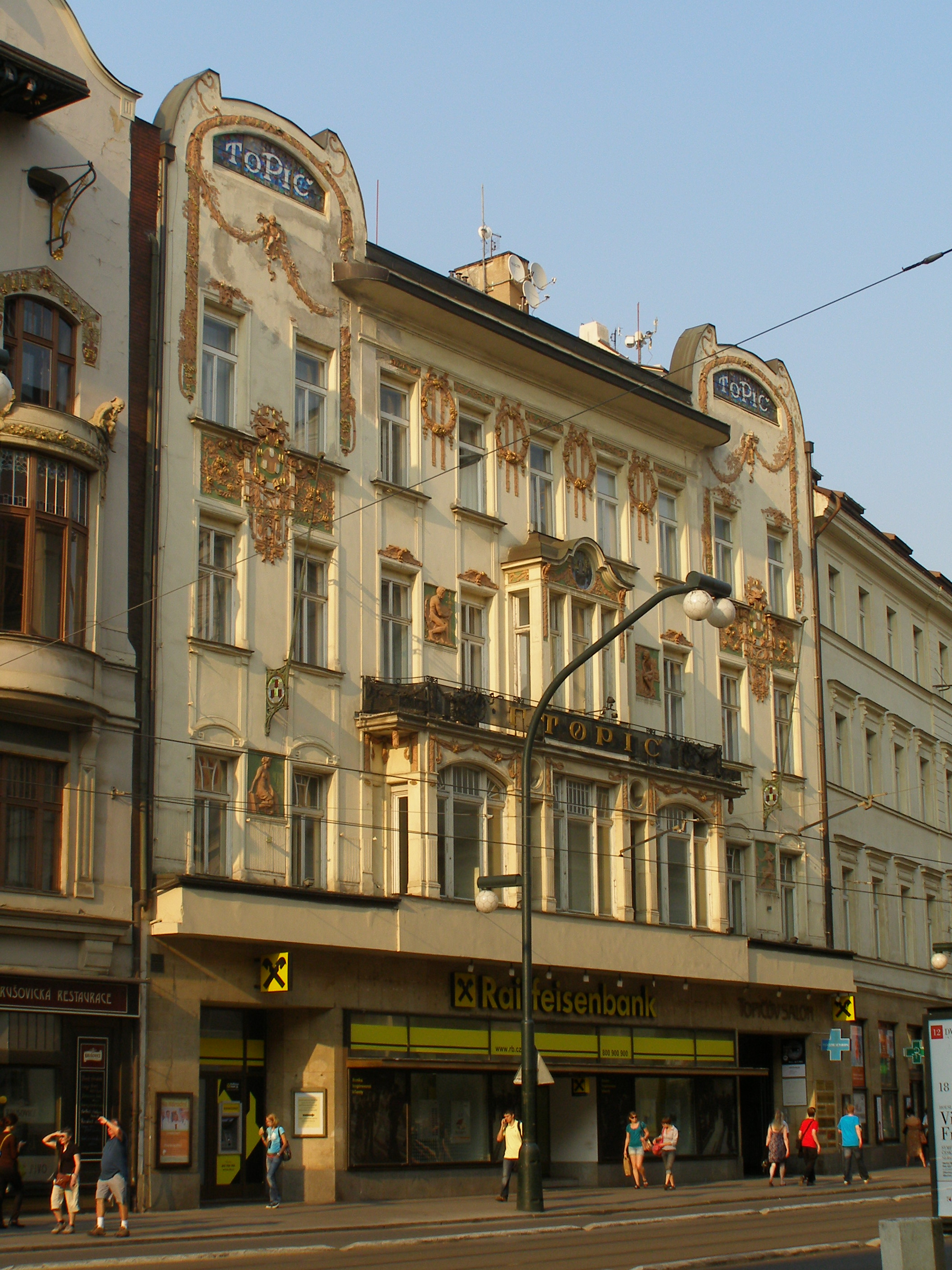
Haus Topič

- Palais Chicago: errichtet 1927 im funktionalistischen Stil
- Obchodní dům Máj
- Palais Schirding
- Palais Dunaj: konstruktivistischer Bau aus dem Jahr 1930
- Ursulinenkirche: Barockkirche von Marco Antonio Canevalle, 1702–1704 erbaut
- Nationaltheater

Auf der Altstädter Seite (Auswahl):
- Palais Platýs
- Haus Topič: Jugendstilbau, errichtet 1894
- Hauptgebäude der Akademie der Wissenschaften
- Palais Lažanský, heute Fakultät für Film und Fernsehen; im Erdgeschoss befindet sich das Café Slavia.